# Ariane Lartéguy
Pour les articles homonymes, voir Osty et Lartéguy.
Ariane Osty, dite Ariane Lartéguy, est une mannequin, actrice et chanteuse française, née le 26 décembre 1960 à Grasse (Alpes-Maritimes) et morte le 24 septembre 2020 à Paris.
Elle connaît une brève carrière d'actrice au cinéma au début des années 1980, avec notamment le premier rôle féminin dans le film Une jeunesse du réalisateur Moshé Mizrahi en 1983.

## Biographie
Ariane Luce Osty naît le 26 décembre 1960 à Grasse et est la fille du combattant, grand reporter et écrivain Jean Osty dit Jean Lartéguy. Elle a une sœur, Diane Osty. En 1981, après quatre années de mannequinat aux États-Unis, Ariane débute au cinéma comme actrice dans le film Les hommes préfèrent les grosses, endossant le rôle d'Éva, la colocataire de Josiane Balasko.
Ariane Lartéguy fait la couverture du no 221 du magazine Lui en juin 1982 et sort un 45 tours, Besoin de sommeil, qu'elle enregistre au Studio d'Auteuil et qui est inspiré du film Les hommes préfèrent les grosses.
Elle tourne dans deux autres films avant d'interrompre sa carrière d'actrice pour ensuite devenir peintre.
Ariane Lartéguy meurt à Paris le 24 septembre 2020, âgée de 59 ans.

## Filmographie
- 1981 : Les hommes préfèrent les grosses : Éva
- 1981 : Une étrange affaire : Salomé
- 1983 : Une jeunesse : Odile

## Discographie
- 1982 : un 45 tours WEA Filipacchi Musique - Graphisme de Philippe Morillon
  - Face A: Besoin de sommeil - P. Michel - 4 min 01 s
  - Face B: Éva Tango - A. Lartéguy - Lucien Zabuski - L. Grangier - 4 min 23 s